# Cherokee, Alabama
Cherokee là một thị trấn thuộc quận Colbert, tiểu bang Alabama, Hoa Kỳ. Dân số năm 2009 là 1161 người, mật độ đạt 202 người/km².